# Ганне Гогланн
Ганне Біргіт Гогланн (норв. Hanne Birgit Haugland; нар. 14 грудня 1967) — норвезька легкоатлетка, яка спеціалізувалася на стрибках у висоту.

## Спортивні досягнення
Учасниця двох олімпійських змагань зі стрибків у висоту — у 1996 була 8-ю в фінальних змаганнях, а у 2000 — не змогла подолати кваліфікаційного раунду.
Чемпіонка світу зі стрибків у висоту (1997). Фіналістка змагань зі стрибків у висоту на чемпіонаті світу — 6-е місце у 1995 та 9-е місце у 1993. У 1987 не змогла подолати кваліфікаційний раунд.
Бронзова призерка чемпіонату світу в приміщенні зі стрибків у висоту (1997). Ще тричі виступала у фіналах чемпіонатів світу в приміщенні — 9-е місце у 1995, 11-е місце у 1989 та 12-е місце у 1991.
Двічі виступала у фінальних змагань стрибунок у висоту на чемпіонатах Європи — 5-е місце у 1994 та 8-е місце у 1990.
Була 12-ю на чемпіонаті Європи серед юніорів зі стрибків у довжину (1985).
Срібна призерка чемпіонату Європи в приміщенні зі стрибків у висоту (1989). Ще п'ять виступала у фінальних змаганнях цих чемпіонатів, де посіла наступні місця: 4-е (1990), 6-е (1994), 11-е (1987), 12-е (1992) та 13-е (1988).
12-разова чемпіонка Норвегії зі стрибків у висоту (1986, 1987, 1989, 1990, 1992, 1993, 1994, 1995, 1996, 1997, 1999, 2000). Чемпіонка Норвегії зі стрибків у висоту (1989, 1990, 1995). Чемпіонка Норвегії з потрійного стрибку (1994).
9-разова чемпіонка Норвегії в приміщенні зі стрибків у висоту (1987, 1988, 1989, 1990, 1991, 1992, 1993, 1994, 1995).